# Canal del Schaalsee
El  Canal del Schaalsee, en alemany Schaalseekanal, és un canal no navegable de Slesvig-Holstein a Alemanya entre el llac de Schaalsee a Salem i el llac de Küchensee a Ratzeburg.

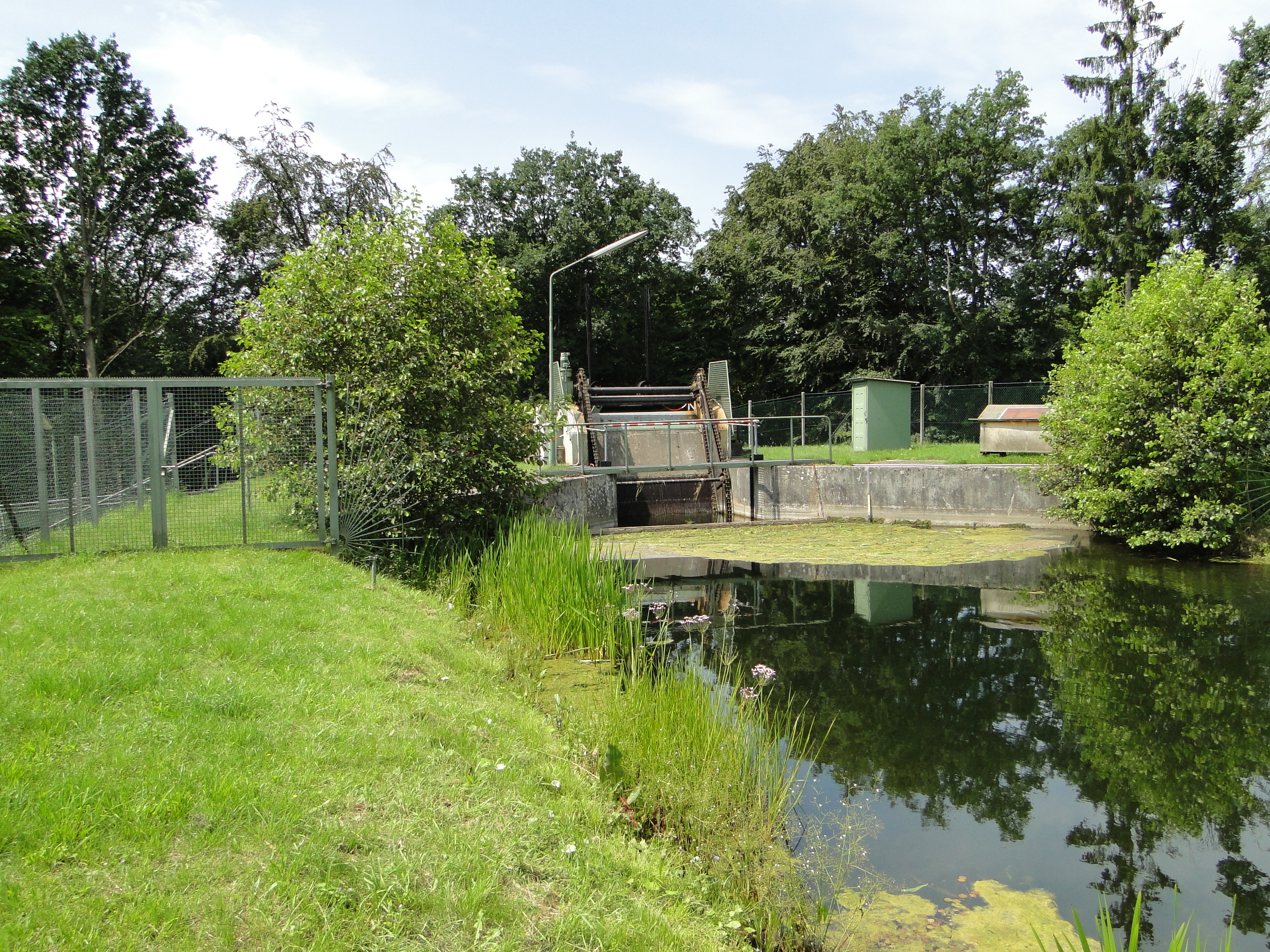
La centra hidroelèctrica

Es va construir entre 1923 i 1925 per aprofitar el desnivell d'uns trenta metres entre els dos llacs per alimentar la central hidroelèctrica de Farchau. És la central més gran d'aquest tipus a Slesvig-Holstein tot i ser de capacitat modesta: l'equivalent de quatre-centes famílies. Una de les turbines històriques del 1925 sempre funciona. La central també té una funció per estabilitzar el nivell del llac de Schaalsee i protegir contra aigües altes. Tot i això, en desviar l'aigua, el canal va baixar el cabal del riu Schaale, l'efluent natural del llac, el que té un impacte negatiu en la biodiversitat d'aquest.
El canal és un lloc aficionat per senderistes i canoistes.